# Pietro di Marsan
Pietro di Marsan (in spagnolo Pedro, francese Pierre, catalano Pere, e occitano Pèire; fine dell'XI secolo – 30 o 31 agosto 1163) fu visconte di Marsan, dall'inizio del secolo XII e Conte di Bigorre dal 1129 fino alla sua morte.

## Origine
Secondo il De Origine et Incremento villæ Montis-Marsani seu Marciani in capite Wasconiæ, Pietro era figlio del visconte di Marsan, Lupo Anario e della moglie di cui non si conoscono né il nome né gli ascendenti.

Secondo la La Vasconie. Tables Généalogiques, Lupo Anario era figlio del visconte di Marsan Anario II e della moglie di cui non si conoscono né il nome né gli ascendenti.

## Biografia
Il padre di Pietro, Lupo Anario (Lupo Anario de Marzan), viene citato, assieme ad altri nobili, nel documento n° LXXXVIII, datato 1103, del Cartulaire de l'église Saint-Pierre de La Réole (non consultato); l'avvenimento viene riportato anche dalla La Vasconie. Tables Généalogiques.

Non si conosce l'anno esatto in cui Pietro succedette al padre nella viscontea di Marsan.
Secondo la La Vasconie. Tables Généalogiques, Pietro, nel 1125, sposò Beatrice, erede della contea di Bigorre, che sempre secondo la La Vasconie. Tables Généalogiques, era l'unica figlia del conte di Bigorre, Centullo II, e della sua prima moglie, Amabile di Beziers, figlia del visconte di Beziers e Carcassonne, Bernardo Atone IV Trencavel e di Cecilia di Provenza.
Il suocero di Pietro, Centullo II, morì verso il 1129, poco dopo aver contratto il suo secondo matrimonio con Stefania di Barcellona, figlia del conte di Barcellona, Gerona, Osona e Cerdagna, Raimondo Berengario III e della contessa di Provenza e Gévaudan, Dolce I.
Sua moglie, Beatrice gli succedette come Beatrice II, assieme a Pietro (Pietro I).
Nel 1141, Beatrice ed il marito, Pietro I, iniziarono la costruzione di un castello a Marsan.
Secondo la La Vasconie. Tables Généalogiques, Beatrice ed il marito, dopo il loro matrimonio, fecero diverse donazioni.
Sua moglie, Beatrice II, era ancora in vita, nel 1155, quando assieme a Pietro ed al figlio, Centullo, fece una donazione.
Probabilmente Beatrice I morì prima di Pietro che continuò a governare da solo la contea di Bigorre.
Pietro, dopo aver fatto restaurare il monastero di Saint-Jean de la Castelle, detto la Grâce-Die, ancora secondo la La Vasconie. Tables Généalogiques, morì tra il 30 ed il 31 agosto del 1163.
Gli succedette il figlio, Centullo, come Centullo III.

## Discendenza
Beatrice a Pietro I diede due figli:
- Centullo, conte di Bigorre[10];
- Rossa, che sposò il conte Boemondo d'Astarac[10].

### Fonti primarie
- (LA)  Recueil des historiens des Gaules et de la France. Tome 12.

### Letteratura storiografica
- (FR)  LA VASCONIE.